# Jurriaan Engelbert Stork
Jurriaan Engelbert Stork (Oldenzaal, 12 juni 1828 - Hengelo, 18 januari 1893), ook bekend als J.E. Stork sr., was een Nederlands ondernemer. Hij stichtte met zijn broer C.T. Stork en H.J. Ekker in Hengelo een weverij, die later bekend werd als Koninklijke Weefgoederenfabriek. Ook was hij medeoprichter van Machinefabriek Gebr. Stork & Co.
Hij was zoon van rijksontvanger Dirk Willem Stork en Anna Craan.
Terwijl zijn broer Charles in Oldenzaal bleef wonen, vestigde Jurriaan Stork zich in Hengelo. Hij werd onder meer gemeenteraadslid en wethouder. Van 6 juni 1858 tot zijn dood op 18 januari 1893 was hij lid van de Provinciale Staten van Overijssel. 
Jurriaan Stork was niet actief bij de machinefabriek. Hij nam maar weinig aandeel in de bedrijfsvoering. Vanaf 1893 werden beide firma's gescheiden en namen Jurriaan Storck en H.J. Ekker de weverij voor hun rekening. Jurriaan zou kort daarna overlijden.